# チャールズ・L・エヴァンス
チャールズ・エバンス、ないし、チャールズ・エバンズとして言及されることがある、チャールズ・L・エヴァンス（Charles L. Evans、1958年1月15日 - ）は、アメリカ合衆国の経済学者、財政家。シカゴ連邦準備銀行の第9代総裁、最高経営責任者であり、この職位にあることから、連邦準備制度の金融政策を決定する組織である連邦公開市場委員会 (FOMC) の委員のひとりとなっている。
2007年9月に総裁に就任する以前は、調査部門の責任者、金融政策、融資、金融市場、地域経済担当の上級副総裁を務めていた。さらに以前には、副総裁、マクロ経済調査グループ担当上級エコノミストであった。
エヴァンスの個人としての研究調査の焦点は、合衆国の経済活動に、金融政策やインフレーション、金融市場の変動などが、どの程度の影響を与えるかを計測する事に置かれてきた。そうした研究は、『Journal of Political Economy』、『American Economic Review』、『Journal of Monetary Economics』、『Quarterly Journal of Economics』、『Handbook of Macroeconomics』などの誌上で発表されてきた。
エヴァンスは、シカゴ大学、ミシガン大学、サウスカロライナ大学で教壇に立ってきた。
エヴァンスは、経済学士をバージニア大学で、経済学博士をピッツバーグのカーネギーメロン大学で取得した。
彼は既婚で、子どもが2人いる。

## エバンス・ルール
2012年12月、連邦公開市場委員会は、それまでの広範なフォワード・ガイダンスに代えて、より明確なルールを打ち出した。これは、チャールズ・エバンスが数ヶ月前から提唱していたものに修正を加えたものであったため、「エバンス・ルール (The Evans Rule)」と称されるようになったが、その内容は、失業率が,6.5%を下回るか、インフレーション率が2.5%を超えない限り、委員会はゼロに近い金利を維持する、というものであった。2014年3月に至り、委員会は具体的な数値基準への言及は取りやめると決定したが、その際には、金融政策に関するスタンスのは何らの変化もないと強調した。